# Merseybeat
Pojem Merseybeat se používá pro označení hudebního stylu na počátku 60. let 20. století. Alternativně, i když řidčeji, je možno nalézt i názvy Mersey Sound nebo Liverpool Sound. Merseybeat vznikl z kombinace hudebních stylů jako rock and roll, skiffle a rhythm and blues.

## Dějiny a pozadí
Jméno je odvozeno od názvu řeky Mersey, protékající hrabstvím Merseyside s hlavním městem Liverpoolem, kde od roku 1958, zejména ale v letech 1961 až 1964 vzniklo velké množství beatových hudebních skupin, pro jejichž společný hudební charakter se ujal název merseybeat. Až po roce 1965 se stal metropolí britské hudby Londýn.
Vznik a vývoj žánru i jednotlivých skupin byl dokumentován v tehdy vedoucím hudebním časopise Mersey Beat, vycházejícím v Liverpoolu.

## Skupiny
V četných klubech Liverpoolu (nejen v Cavern Clubu) vystupovaly skupiny, které se rychle staly známé nejen ve Velké Británii, ale i v Evropě a v USA. Mimo Beatles se zde formovaly i skupiny jako The Searchers, Gerry & The Pacemakers, The Merseybeats, The Undertakers, The Big Three, Billy J Kramer se skupinou The Dakotas, Rory Storm and the Hurricanes, The Swinging Blue Jeans and The Fourmost, bývá uváděna i zpěvačka Cilla Black; stejným stylem hrály i další skupiny, které nepocházely z Liverpoolu, jako Freddie and the Dreamers, Herman's Hermits nebo The Hollies (z Manchesteru) a Brian Poole and the Tremeloes (z Dagenhamu). Další skupiny působily v městech jako Birkenhead, New Brighton, Chester, Widnes, Warrington, Runcorn, Crosby, Formy nebo Southport. Podle různých údajů existovalo počátkem 60. let ve Velké Británii kolem 250 až 350 skupin, které bylo možno zařadit ke stylu Merseybeat. Obdobně jako Beatles hostovalo mnoho těchto skupin v hamburských klubech Star-Club, Top Ten Club a Kaiserkeller.